# New Divide
New Divide je píseň americké rockové skupiny Linkin Park. Byla vydána jako singl speciálně nahraný pro soundtrack k filmu Michaela Baye Transformers: Pomsta poražených. Produkoval ji člen skupiny Mike Shinoda. Byla vydána jako hlavní singl soundtracku 18. května 2009 společností Reprise Records.

## Videoklip
Ve dnech 13. a 14. května roku 2009 se videoklip natáčel ve studiích Paramount. Režíroval ho DJ skupiny Joe Hahn.
Děj se odehrává v egyptské jeskyni, kde jsou ukryta těla dynastie Primů a Autobotů Matrix of Leadership.

## Seznam skladeb
| CD     | CD                          | CD    |
| Pořadí | Název                       | Délka |
| ------ | --------------------------- | ----- |
| 1.     | "New Divide"                | 4:28  |
| 2.     | "New Divide" (Instrumental) | 4:29  |
| 3.     | "New Divide" (A Cappella)   | 3:56  |

## Obsazení
- Chester Bennington – zpěv
- Rob Bourdon – bicí
- Brad Delson – sólová kytara
- Dave Farrell – basová kytara
- Joe Hahn – samply, programování
- Mike Shinoda – klávesy, doprovodné vokály, syntezátory